# Four C Model
Four C Model은 James C. Kaufman이 기존 창의성 이론을 수정하여 만든 모델이다. 이 모델은 창의성의 유형을 다음 네 가지로 분류한다.
- Big-c: 인류에 지대한 공헌을 한 창의성
- Pro-c: 역사적인 공헌을 한 정도는 아니지만, 해당 분야에서 전문적인 수준인 창의성
- Little-c: 일상적 창의성
- Mini-c: 학습 과정에 내재된 창의성